# ズワァース
ズワァース（Zwarth）は、アニメ『聖戦士ダンバイン』に登場する架空の兵器。オーラバトラーの一種。
本項では、関連機のズワウスについても併せて記述する。

## 設定解説
アの国のショット・ウェポンが、レプラカーンとビアレスの双方の長所を採用し、持てる技術の粋を集めて開発した重武装のオーラバトラー。これは、オーラバトラーの最終発展型ともいえる機体であり、コストを度外視した超高性能のオーラバトラーに仕上げられている。
火力偏重が仇となったレプラカーンを反省し、このズワァースは大出力・大推力の大型オーラ・コンバーターを搭載することで重武装・重装甲でありながら驚異的なパワーとスピードを備えたのが特徴である。特に運動性に関しては最終発展型にふさわしく最高レベルを誇り、全オーラバトラー中で最高のスペックを有する。推力を活かした直線的な高速移動に加え、コンバーター側部にも横方向への推進ノズルを備え、まさに縦横無尽の動きで相手を翻弄する。この運動性能はナの国の新鋭機ビルバインをも凌駕するほどである。
反面「限界オーラ力」の値が16オーラ（ビランビー、ビアレスなどと同数値）と低く、この点については、ビルバインの適性値（限界値ではない）19.8オーラに大きく水をあけられているばかりか、ライネックやボチューンの限界値18オーラよりも低いため、聖戦士用の機体としては選ばれなかった。
武装スペックは曲刀状のオーラ・ソード1本、左前腕部に3連装オーラ・ショット1基とワイヤー付連装ショット・クロー1基を内蔵した盾（ソードの鞘も兼ねる）、頭部にオーラ・バルカン1門、股間部に短砲身オーラ・キャノン2門、オーラ・コンバーター部に連装フレイ・ボム2基とレプラカーンに拮抗する重武装が施されている。なお、両前腕部の連装クロー（左腕のものは盾のアタッチメントに使用する）は、劇中での使用例がなく設定でも明記されていないため、射出機能があるかは不明である。
また、準備稿には掌にボゾンのような内蔵式の火砲やコンバーター前面が開き多連装ミサイル・ポッドが展開する図があった（41話でダンバインに向けて発射する描写がある）。これほどの重武装でありながら重量が7.6ルフトンと軽量に仕上げられているのも特筆すべき点である。
外見的な特徴としては全高が7.9メットと戦乱後半の主力機であるビランビー、ビアレスなどよりも低く抑えられており、起立時はやや中腰で前かがみの姿勢となる。これは重量物である大型オーラ・コンバーター搭載による機体の高重心化への対策と思われ、足部も他機種より大きく接地面を確保している。
このようにズワァースは高機能・高性能でありながら非常に高コストな機体であったため生産は極少数にとどまり、ショットの私兵部隊でのみ運用された。
ズワァースには3色の機体が用意されている。装甲が黒色に塗装された「黒色のズワァース」には黒騎士のバーン・バニングスが最初に搭乗し、ショウ・ザマのビルバインと激しい戦いを繰り広げた。この時、バーン・バニングスがビルバインを苦戦せしめたのは、ズワァース本機の飛び抜けた基本性能に加え、彼のショウ・ザマへの憎悪、復讐心が強大なオーラ力となったからだ。また、この他のズワァースには、ミュージィ・ポーの操縦する「白色のズワァース」、そして、一般兵（ショットの私兵）が操縦する胸部の文様が省略された「朱色のズワァース」が複数機確認されており、ミュージィも一度この機体に搭乗している。
なおショットはこのズワァースの完成以降、人型のオーラバトラーという枠における限界を悟り、これ以上の発展を望めないことからオーラ・ボンバーなどの次世代型オーラ・マシンの開発に着手している。
デザインを担当した出渕裕によれば、ズワァースのイメージソースは「悪」であり、強さと尊大さを表現したかったとしている。また、当初から黒騎士の乗機として描き起こしたため、できれば最後まで乗り続けて欲しかったとも述べている（実際、劇中に黒騎士の機体として登場したのは3話のみで、ミュージィについても一般機と専用機でそれぞれ1話のみの登場だった）。
ゲーム『聖戦士ダンバイン 聖戦士伝説』では、強化型ズワァースが登場する。機体色は赤。量産も可能で、リの国仕様はダークブルー。
2021年、ねとらぼ調査隊が、2021年11月16日から11月23日まで「聖戦士ダンバインTV版オーラバトラーで好きなのはどれ？」というテーマでアンケートを実施したところ、ズワァースは「オーラバトラー人気ランキング」で第2位を獲得した。

### ズワァース改
『スーパーロボット大戦EX』に登場する、ズワァースに強化改造を加えたゲームオリジナルの機体。

## ズワウス
ズワウスは、OVA『New Story of Aura Battler DUNBINE』に登場するオーラ・バトラー。
TVシリーズの舞台から700年後のバイストン・ウェルで、不死の存在となっていたショット・ウェポンが「ズワァース」をベースに開発した。黒騎士ラバーン・ザラマンド（バーン・バニングスの転生）はこの「ズワウス」に搭乗し、シオン・ザバ（ショウ・ザマの転生）の駆るオーラ・バトラー「サーバイン」と時空を越え再び激突した。
ズワウスはサーバイン同様、内蔵・携行火器を一切持たずオーラ・ソードのみを兵装とする格闘戦に特化したシンプルな機体となっている。また、このズワウスは従来のオーラ・バトラー以上に生物的な造形と外観を備えたものになり、その「コウモリ状の巨大な翼」と「蠍を思わせる長い尾」は、「悪魔」をイメージさせるものとなっている（なお、股間部にオーラ・キャノンが遺されてはいるが、機能そのものは失っているようである）。ちなみに尾は相手に対して鞭のように叩きつける武器としても使える。
ゲーム作品では主に高性能の隠しユニットとして登場。ゲーム『聖戦士ダンバイン 聖戦士伝説』では、ラストバトルにおいて黒騎士（バーン）や修羅が搭乗する。プレイヤーは使用できない。ゲーム中ではオーラ・キャノンを使用してくる。ゲーム『第4次スーパーロボット大戦』ではシルキー・マウに導かれる形でサーバインと共に地上界で発見されダンバインと引き換えに自軍で使用可能になる（サーバインと選択する方式。そのままダンバインを使い続けることもできる）。『スーパーロボット大戦COMPACT2』ではバーンが駆って登場する。バイストン・ウェルの壁画に描かれていた謎のオーラ・バトラーだとシーラ・ラパーナは指摘する（ルートによっては入手可能）。OVAが参戦する『スーパーロボット大戦COMPACT3』ではラバーンが搭乗。『スーパーロボット大戦Operation Extend』「サンライズ英雄譚シリーズ」では、黒騎士が搭乗する。『スーパーロボット大戦OE』では股間に設定されたオーラ・キャノンが使用可能となっている。また『スーパーロボット大戦OE』では黒騎士の怨念が増幅したことによってハイパー化形態が登場する。